# Beijerinckia
Beijerinckia ist eine Gattung der Pseudomonadota (Proteobakterien). Es handelt sich um ein Bodenbakterium. Durch die Stickstofffixierung leistet es einen wichtigen ökologischen Beitrag. Des Weiteren zählt Beijerinckia zu den plant growth promoting rhizobacteria, fördert also das Wachstum von Pflanzen.

## Erscheinungsbild
Die Zellen von Beijerinckia sind gerade oder leicht gekrümmte Stäbchen. Sie sind peritrich begeißelt. Beijerinckia bildet terminale Einschlüsse von Poly-β-hydroxybutyrat (PHB). Gelegentlich werden Dauerformen in Form von Zysten gebildet.

## Wachstum und Stoffwechsel
Beijerinckia ist auf Sauerstoff angewiesen, es ist aerob. Es toleriert auch niedrige Sauerstoffkonzentrationen (microaerophil). Der Stoffwechselweg ist die Atmung.
Nitrat kann nicht oder nur sehr langsam genutzt werden. Beijerinckia scheint nur in geringen Mengen Calcium zu benötigen und hat einen recht hohen Bedarf an Eisen.

## Ökologie
Arten von Beijerinckia sind Bodenbakterien und kommen häufig in Böden der Tropen, vor allem in sauren Oxi- und Ultisolen, vor. Sie zählen zu den Pflanzenwachstumsfördernden Rhizobakterien (plant growth promoting rhizobacteria, PGPR). Diese Bakterien kommen in der Rhizosphäre von Pflanzen vor und können das Wachstum dieser Pflanzen fördern. Meistens sind PGPR nicht typisch für alle Stämme einer Bakterienart, nur einzelne Stämme verfügen über diese Fähigkeit. Neben Stämmen von Beijerinckia zählen hierzu auch Stämme von Bacillus spp., Arthrobacter spp., Azospirillum spp., Pseudomonas cepacia (nach aktueller Nomenklatur Burkholderia cepacia), Pseudomonas chlororaphis, Erwinia ssp., Aeromonas spp. und einigen anderen Bakterien. Die Förderung des Wachstums betrifft u. a. höhere Keimungsraten, gesteigerte Aufnahme von Nährstoffen und verstärktes Wachstum der Wurzeln. Die PGPR verstärken auch den Schutz der Pflanze gegenüber Schaderregern wie Nematoden, Bakterien, Insekten oder Pilzen. Dies geschieht u. a. durch die Abgabe antimikrobiell wirkender Stoffwechselprodukte. Ein Beispiel hierfür ist 2,4-Diacetylphloroglucinol (DAPG), das insbesondere von Pseudomonas-Arten produziert wird. Auch können Enzyme der Bakterien das Chitin in den Zellwänden schädlicher Pilze auflösen und somit deren Eindringen in die Wurzeln der Pflanze verhindern. PGPR können bei vielen Pflanzenarten vorkommen, eventuell auch bei allen Arten. Beijerinckia kommt frei vor allem in sauren tropischen Böden vor und auch weltweit verbreitet in Rhizosphären von Gräsern wie Poaceae (Süßgräser). Beijerinckia kommt in Rhizosphären zwei- bis dreimal so häufig vor wie frei im Boden.
Beijerinckia zählt zu den freilebenden, aeroben Stickstofffixierern. Unter guten Bedingungen fixiert sie 30 kg Stickstoff pro Hektar und Jahr. Wie auch andere Stickstofffixierer benötigt  Beijerinckia Molybdän für die Stickstofffixierung und optimales Wachstum. Die benötigten Mengen liegen zwischen 4,0 und 35,0 mg/l.

## Systematik
Die Gattung Beijerinckia ist die Typusgattung der Familie der Beijerinckiaceae. Folgende Arten und Unterarten zählen zu der Gattung (Stand Juni 2021):
- Beijerinckia derxii Tchan 1957

- Beijerinckia derxii subsp. derxii (Tchan 1957) Thompson & Skerman 1981
- Beijerinckia derxii subsp. venezuelae corrig. Thompson & Skerman 1981

- Beijerinckia doebereinerae Oggerin et al. 2009
- Beijerinckia indica (Starkey & De 1939) Derx 1950

- Beijerinckia indica subsp. indica (Starkey & De 1939) Thompson & Skerman 1981
- Beijerinckia indica subsp. lacticogenes Thompson & Skerman 1981

- Beijerinckia mobilis Derx 1950

Die früher hier geführte Art Beijerinckia fluminensis ist ein Synonym von Agrobacterium radiobacter, welche zu der Familie der Rhizobiaceae zählt.